# Geremias Steinmetz
Dom Geremias Steinmetz (Sulina, 26 de fevereiro de 1965) é um arcebispo católico brasileiro. Até junho de 2017, era bispo diocesano de Paranavaí. No dia 14 de junho de 2017, o Papa Francisco nomeou-o Arcebispo Metropolitano da Arquidiocese de Londrina.

## Biografia
Dom Geremias nasceu na localidade de Sulina (na época, distrito do município de Chopinzinho), filho de Ana Maria Bieger Steinmetz e Carlos Nicolau Steinmetz (falecido). De seus onze irmãos, dois já são falecidos.
Depois de concluir o curso primário em sua cidade natal, entrou para o Seminário São João Maria Vianey, em Palmas. Foi ordenado padre no dia 9 de fevereiro de 1991 por Dom Agostinho José Sartori em sua cidade natal.
No exercício do ministério sacerdotal na Diocese de Palmas-Francisco Beltrão foi vigário paroquial na Catedral do Senhor Bom Jesus, em Palmas; reitor do Seminário de Filosofia Bom Pastor e Diretor do Instituto Sapientia de Filosofia; coordenador diocesano da Ação Evangelizadora, membro do Conselho de Presbíteros, Conselho Diocesano de Formadores e Colégio de Consulares. Fez mestrado em Liturgia pelo Pontifício Ateneu Santo Anselmo, em Roma, Itália.
Era vigário-geral da Diocese de Palmas-Francisco Beltrão, quando foi nomeado bispo de Paranavaí. Foi ordenado bispo no dia 25 de março de 2011, com o lema episcopal “In Fractione Panis” (Na fração do pão), sendo ordenante principal Dom José Antônio Peruzzo e co-ordenantes Dom Dadeus Grings e Dom Fernando Panico, MSC.
Dom Geremias tomou posse da Diocese de Paranavaí em 9 de abril seguinte, como seu quinto bispo diocesano. Durante os seis anos de gestão, realizou trabalhos importantes como: remodelação do espaço da Cúria Diocesana; dedicação mais prioritária ao trabalho da catequese, da juventude e da família; retomada da capacitação dos presbíteros com estudos mais aprofundados; retomada da Pastoral Vocacional; maior incentivo à Câmara Eclesiástica da Diocese; remodelação da formação dos ministros Extraordinários a Serviço da Comunidade, e outros. Também foi eleito vice-presidente do Regional Sul II da CNBB e bispo referencial da Cáritas Regional.
No dia 14 de junho de 2017 o Papa Francisco nomeou Dom Geremias Steinmetz como Arcebispo da Arquidiocese de Londrina, a qual estava vacante desde novembro de 2016, transferindo-o da Diocese de Paranavaí. Em 12 de agosto de 2017, Dom Geremias tomou posse como quinto arcebispo de Londrina. À frente da Arquidiocese de Londrina, foi eleito, em 2019, presidente do Regional Sul 2 da CNBB (Paraná), tomando posse em 10 de maio de 2019. Dom Geremias é membro do Conselho Permanente e da Comissão Episcopal Pastoral para Liturgia da CNBB e bispo referencial regional da Cáritas, da Pastoral do Migrante e da Comissão Pastoral da Terra.

## Ordenações episcopais
Dom Geremias foi ordenante principal da ordenação episcopal de:
- Marcos José dos Santos (2022)